# Красавица и дракон
«Красавица и дракон» (яп. 竜とそばかすの姫 Рю: то собакасу но химэ, букв. «Дракон и веснушчатая принцесса») — японский анимационный научно-фантастический фильм 2021 года, снятый Мамору Хосодой по собственному сценарию и спродюсированный Studio Chizu (приурочен к 10-летию студии). История вдохновлена французской сказкой 1756 года «Красавица и чудовище» Жанны-Мари Лепренс де Бомон, а Хосода заимствовал реплики из диснеевского анимационного фильма 1991 года.

## Сюжет
Недалёкое будущее. Мировая общественность увлечена анонимной VR-соцсетью U, создающей трёхмерный аватар AS пользователя на основе его биометрических данных.
Школьница Судзу, в детстве ушедшая в себя после гибели матери (во время шторма она ринулась спасать застрявшую на речном островке девочку и утонула, оставив ей свой спасательный жилет) и оставившая пение, решает найти в U отдушину, и, обнаружив, что её аватар выглядит как прекрасная девушка с веснушками, начинает вдохновенно петь. Вскоре на её аккаунт, Bell, подписываются миллионы пользователей, она становится самой популярной певицей U. Однако один из виртуальных концертов Bell срывает появление дракона, жестоко избивающего самопровозглашённых (разработчики отказались от контроля за игровым пространством, полагая, что создали безопасную среду) модераторов. Их глава Джастин обладает способностью раскрытия анонимности AS и намерен изобличить дракона. Однако Судзу понимает, что за грозным аватаром скрывается человек, и у любого поведения есть причина. С помощью подруги-гика Хироки ей удаётся выяснить, что дракон скрывается в спрятанном файрволом замке, куда её пропускают его крохотные «слуги». Мало помалу, Bell удаётся приоткрыть дверь к его сердцу, и она понимает, что дракона мучает душевная боль, однако Джастин начинает подозревать её в «пособничестве чудовищу» и угрожает деанонимизировать.
В то же время трудности преследуют Судзу и в реальном мире: друг детства Синобу, оберегающий её после смерти матери и популярный у девушек, заговаривает с ней в коридоре на глазах у других школьников, но она, застеснявшись, убегает, и её начинают травить в групповом чате класса. Волну хейта удаётся погасить с помощью Хироки. В реальности Судзу всё ещё боится петь, и женщины, которые выступали в хоре ещё с её матерью, пытаются подбодрить её словами о счастье, хотя сами не понимают, что это такое. Также Судзу считает, что Синобу, к которому она неравнодушна, нравится популярной девушке Руке, саксофонистке школьного духового оркестра, и та вдруг просит её помощи. Судзу решает отказаться от своих чувств в пользу Руки, но оказывается, что той нравится не Синобу, а долговязый каноист Синдзиро.
По совету знакомых Судзу решает сочинить песню для дракона. Bell удаётся спеть её ему, но вскоре замок находят «модераторы» и уничтожают, хотя «слуги» дракона скрывают проход к его балкону, и он избегает опасности, хотя и сбегает от Bell. Судзу решает найти его в реальном мире, и в одном из сервисов онлайн-общения слышит, как мальчик-подросток напевает песню, которую она пела дракону. Она пытается выйти с ним на связь, но брат мальчика, Кэй, сначала не верит, что Судзу и есть Bell, а потом отказывается от её помощи, так как никто и никогда не мог помочь ему, когда отец избивал душевнобольного Томо. Судзу понимает, что Кэй и есть дракон, а злоба и беспомощность давали ему силы. Она входит в U и просит Джастина раскрыть её личность. Когда тот это делает и Судзу раскрывает всему U истинную личность Bell, она начинает петь грустный вокализ, который подхватывают другие пользователи. Вернувшись к чату, она убеждает Кэя в своих искренних намерениях, но отец ребят начинает избивать их прямо перед камерой из-за шума и разрывает связь прежде, чем ей удаётся узнать, где они находятся. С этим помогают друзья девушки и тётушки из хора, уже давно раскрывшие личность Bell. Судзу едет в Токио, находит Кэя и Томо и защищает их от отца. Кэй говорит, что отныне сможет найти в себе силы противостоять отцу. Синдзиро и Рука начинают встречаться, а Синобу довольно говорит, что ему больше не нужно защищать Судзу. Девушке удаётся наладить отношения и со своим отцом, от которого она раньше убегала, несмотря на его доброту, и понять, почему её мать бросилась спасать чужого ребёнка, бросив собственного.

## Создание
Хосода снял «Красавицу и дракона», находясь под впечатлением от диснеевского мультфильма «Красавица и чудовище»: в юности, устроившись в Toei Animation, он очень много работал и, решив посмотреть эту ленту, остался так поражён, что обрёл решимость работать для того, чтобы однажды снять картину такого же уровня.
В работе студии Chizu помогали бывший диснеевский аниматор Дзин Ким и художник Майл Камачо, создавшие образ Bell, а мир U разработала студия Cartoon Saloon.

## Приём и прокат
Мировая премьера фильма состоялась 15 июля 2021 года на Каннском кинофестивале 2021 года, где он был хорошо встречен критиками и аудиторией, аплодировавшей ему 14 минут.
В кинотеатрах Японии фильм вышел 16 июля 2021 года. Дистрибьютор GKIDS выпустил его в Северной Америке 14 января 2022 года. Кинотеатральная премьера в России — 14 апреля 2022 года (прокатчик «Экспонента»).